# 新耶路撒冷教會
新耶路撒冷教會（簡稱：新教會。英文全稱：The New Jerusalem Church 或簡稱 The New Church）。於1787年在倫敦成立。新教會是以伊曼紐·史威登堡（1688-1772）的神學理論為教義。史威登堡在他的著作《真實的基督教》中預言上帝將取代傳統的基督教會，建立一個新教會，將耶穌基督作爲上帝來敬拜。根據新教會的教義，每個人都必須在懺悔、改造與重生方面相互合作。新教會從英國之後傳播到世界各地，目前分佈地區主要是在北美、歐洲和非洲國家，以及大洋洲地區，亞洲的少數國家（韓國、日本）也有教會組織。

## 歷史背景
史威登堡在他的著作《真實的基督教》談到了一個“新教會”，但是他自己本人並沒有建立過這樣的教會組織。1768年瑞典開始對斯威登堡的著作和兩名宣傳他的學説的人進行異端審判，審判史威登堡的神學著作是否與基督教教義一致。1770年1月2日，瑞典皇家理事會做出決定，哥德堡宗教委員會應當向國王報告史威登堡學説的謬誤并他們所采取的相應措施，警告相關人不得傳播任何與正統教義抵觸的史威登堡著作的評論和譯本。史威登堡的追隨者被命令停止引用他的教義，海關官員扣押他的書籍並停止其在任何地區流傳,除非在最近的教區獲得許可。當時身在阿姆斯特丹的史威登堡寫信給瑞典國王，請求國王予以保護，爲此對他的調查便停了下來，在他去世之後的1778年對這件事的追究便完全廢除了。
史威登堡去世15年後，在1787年5月7日，新教會在英格蘭建立，這裏是史威登堡生前經常光顧的地方。隨著1789年英格蘭各地新教會的興起，同年的4月，新教會在倫敦的Great Eastcheap舉行了第一次大會。
在這之後，新教會運動從英國傳到了美國。到了1817年在美國正式成立了新教會，也稱之爲：“北美史威登堡教會”，19世紀後期美國的新教會運動有了進一步發展，在馬薩諸塞州的劍橋成立了新教會神學學校。之後新教會運動又擴展到了加拿大多倫多等地。
在歐洲除了英國以外，在瑞典、克羅地亞、荷蘭、塞爾維亞以及烏克蘭等國家也有教會組織。在其他地區，澳大利亞、新西蘭、非洲的萊索托、南非也都有教會組織。

## 各地教會組織與成員人數

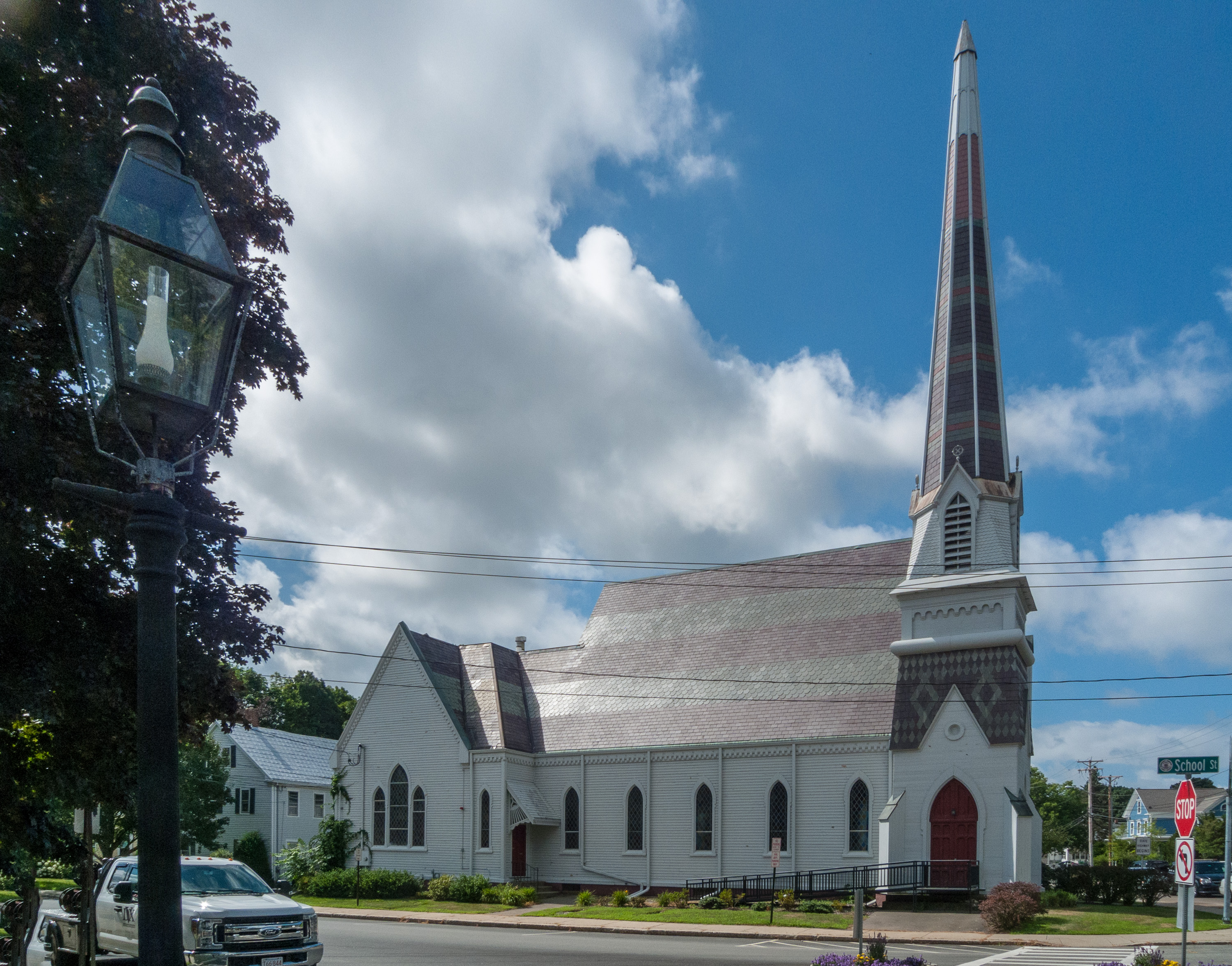
馬薩諸塞州的北美斯威登堡教會

作爲新教會的四個主要組織的最新成員（2000年統計）如下：
- 英國新教會成員：1314人

- 美國的北美史威登堡教會（英语：Swedenborgian Church of North America）（馬薩諸塞州）成員：2029人

- 新耶路撒冷總教會（英语：General Church of the New Jerusalem）（賓夕法尼亞州）成員：5563人

- 新耶路撒冷主教會（英语：Lord's New Church Which Is Nova Hierosolyma）（歐洲地區）成員：1000人

## 主要教義
新教會有兩個基本教義。第一、崇拜一個上帝（道成肉身為人的耶穌）；第二、是遵循耶穌所誡命的生活義務。因此，也有兩個主要的教義，一是主的人性是神聖的；二是對主的愛和對鄰人的愛構成了教會，而不是與愛和慈善分開的信仰。“承認主和遵守十誡的戒律生活……是新教會的兩個基本要素”
信徒們相信這兩個教義會帶來救贖與耶穌的結合 。“新教會教義的所有事物都參考這兩個教義，新教會的所有事物都以這兩個教義為依據，因爲這是連接信徒們的紐帶，所有具體的信條都依賴它，以及所有細節所依賴的基礎”。根據史威登堡的觀點，如果一個人不瞭解這些教義，但信仰一個上帝并且過著美好的生活，那麽他在死後可以從天使那裏得到教誨

## 禮典
新教會有兩個主要的禮典。洗禮和聖餐。這些外在的儀式象徵著内在屬靈生命。洗禮意味著進入基督的世界和更新心靈，以真理取代謬誤。按照史威登堡的説法，人應該在成熟年齡段中接受洗禮，以決定跟隨耶穌。而嬰兒受洗會受到一位守護天使引導將其領入基督的信仰之路。
除了洗禮和聖餐之外，在新教會教堂舉行婚禮也算是一項禮典。可以讓牧師主持婚禮，也可以不需要。但是史威登堡認爲婚禮必須由牧師來主持，他說：“婚姻就其本身而言，它是屬靈的，因此是神聖的。它是來自天上的慈善與真理的結合，因爲它來自主本身，婚姻本身則與主和教堂想對應。”夫妻之愛建立在宗教之上，因爲兩者都來源與上帝，沒有宗教基礎的婚姻會變得冷淡。按照新教會的教義，男人是真理的代表，女人是愛的代表，真與愛合二爲一。婚姻之愛來自於天堂，而獨身主義會干擾它 。因此結婚勝於獨身。婚姻為認爲是靈魂的結合，它只能存在於一男一女之間。

## 關於來世的教義
新教會教義認爲，在宇宙創造之前沒有空間和時間，而沒有空間和時間的領域就是靈性世界。分爲天堂與地獄的靈性世界是靈魂的歸宿。“所有死去並成爲天使的人都將自然所專有的兩個要素——時間和空間抛開。因爲他們進入了靈性之光，其中思想的對象是真理，視覺對象與自然界中的對象相似，但和他們思想相對應。”狀態替代了時間，愛替代了空間或距離。

### 靈魂的起源
新教會教義相信，生命是來自上帝的接受者，肉體是上帝的衣服。生命的起始來自父親的種子，外在的肉體來自母親。由於大多數基督徒相信耶穌是童貞女（聖母瑪麗亞）所生，因此他的靈魂就是上帝本身，他總是以耶和華的身份作爲先知，由於靈魂起源於父親的種子，新教會信徒不相信輪回轉世

### 靈性世界
新教會教義沒有煉獄的概念，懲罰只發生在地獄。人死後先進入中間靈界（一個中間的境界），之後少則幾天多則數十年，之後根據生前的行爲，自己選擇進入天堂或地獄，而并非正統基督教教派所主張的那樣，由上帝判決上天堂還是下地獄。由於惡靈試圖僞裝出善，而善靈還留存錯誤的時候，所有的人都要在中間地帶的靈界接受甄別，在甄別過程中，一個人的靈魂會從外表剝離出來，或體現善良的面孔，或暴露出猙獰的嘴臉。最後領悟真理的善靈上天堂，而惡靈則下地獄。

### 地獄
當靈界中所有外在束縛被移除後，除了懲罰之外，沒有任何可以阻止惡靈。惡靈按照自己的本性行事，因此他們會自然地被吸引到地獄。“每個罪惡會帶有自我懲罰，兩者合二爲一。所以誰在罪惡中，誰也在刑罰中。但是在另一個世界，仍然没有人因爲他在這個世界所做的惡行而受到懲罰，是因爲他當時所做的惡行。然而，無論是說人們因在世上的惡行而受到懲罰，還是因爲他們在來世所做的惡行而受到懲罰，都是一樣的，因爲每個人死後都會回到他自己的生活中，因此也會陷入類似的惡行，他的本性仍然與肉身生活時的一樣。他們受到懲罰，是因爲害怕懲罰是這種狀態下制伏邪惡的唯一手段，勸誡不再有用，無論是教導，還是對法律的恐懼和名譽的喪失，因爲現在每個人都按照自己本性行事，除非受到懲罰，否則無法約束或破壞。”根據新教會教義，上帝不會派人上天堂或下地獄；由於地獄是惡靈的内在狀態，天堂是善靈的内在狀態，每個人都會進入一個与其内在本性相匹配的狀態。根據史威登堡的説法，因爲每個靈魂在死後都會加入志同道合的群體，在那裏感覺最舒服，所以地獄被認爲是那些以邪惡為樂的惡靈的幸福之地。每個人都將按照他的意願或愛永遠保持下去。

### 天堂
新教會教義相信天堂來自上帝，被天使視爲天堂之光，偶爾以天使的形式出現。耶穌說他是世界之光，使徒們曾經看到他的臉像太陽一樣發光。處於這個原因，古人將他們的寺廟與初昇的太陽相對。在天堂裏，根據自己的愛，無數的社羣都會實現一個特定的目的。
既然天使和惡魔都是人，天使就具有人的形態，并沒單獨的魔鬼撒旦，“在整個天堂中，沒有一個從一開始就被造成天使，在地獄中也沒有一個被創造為天使丟棄的魔鬼，但是，無論是在天堂還是在地獄，都來自人類，……”

## 自由意志、道德與救贖
新教會教義認爲，在善與惡之間做出選擇的自由意志來源於一個人在天堂與地獄之間的平衡。地獄影響人作惡，天堂影響人行善。這種靈性平衡使人類可以自由地進行理性思考，從而通過承認自己的邪惡，停止作惡和避免邪惡來實現靈性更新。這種選擇是屬靈的，因爲每個人的想法和行動都出自他的靈魂。
善行將人與天使結合，惡行與惡靈結合。上帝的真理與邪惡和虛假作鬥爭，因此重生與拯救不是不可能。當真理被接受并且一個人有邪惡的欲望時，誘惑（衝突）就會產生，這是上帝與魔鬼的較量。因此，“自以爲是靠自己與魔鬼爭戰的人，是極大的謬誤。”拯救（或譴責）是基於意圖的道德選擇結果。善只有在惡被去除去時才被認爲是善，并且必須出於對上帝的愛（而不是爲了利益和榮譽）而行。善來自上帝，他可以戰勝誘惑（一個持續終生的過程）。耶穌來拯救人類是因爲天堂和地獄之間的精神平衡變得不平衡，更多的人開始選擇邪惡，威脅到整個人類。
罪的赦免是在悔改之後被除去。在這點上，新教會與傳統的基督教會有所不同，“認爲十字架的受難就是救贖本身是教會的一個基本誤區，而這種誤區連同從長久以來關於三位一體的神性錯誤，已經扭曲了整個基督教會，以至沒有任何屬靈的性質留在其中。”被釘十字架是耶穌所忍受的最後一次試探。

## 評價與爭議
根據新教會的教義回顧和對早期教會的教義，史威登堡認爲在接受新教會之前，必須揭露和拒絕舊教會的教義 。新教會與傳統教會的教義截然不同，新教會認爲不存在著世界末日，因此新教會與傳統教會之間存在著尖銳對立。
新教會的教義認爲，在新教會時代之前分別有四個時代的教會，第一個時代是大洪水之前的“最古老教會”，當時教會與天邦直接接觸；第二個時代的教會是大洪水之後的“古代教會”，它被偶像崇拜摧毀了；第三個時代的教會是猶太教，它始於西奈山向摩西啓示十誡；第四個時代是基督教，由耶穌和他的弟子建立，分爲東正教、天主教、新教。新教會教義認爲，新教會的最後階段是基於耶穌的第二次降臨的基督教復興。這是啓示錄中關於新耶路撒冷的寓言應驗。史威登堡認爲新教會將逐步建立，因爲以前教會的錯誤信仰必須摒棄。
史威登堡曾經將他所寫的著作分發給英國的主教和貴族，他們認爲書寫得不錯卻價值不大。其他基督教教派批評新教會否認三位一體和耶穌的贖罪，而新教會只相信耶穌是唯一真神，因此將新教會劃歸異端邪教。
有人不承認史威登堡的體驗經歷。美國作家、浸信會基督教牧師沃爾特·拉爾斯頓·馬丁引用了一位評論家的話說，史威登堡的精神體驗“無可否認具有這樣的特徵，在一個普通人身上，這些體驗足以讓他有資格獲得支持”。然而，根據馬丁的説法，史威登堡的神學著作是如此系統，以至於“沒有人可以合理地說斯威登堡是瘋了”。“史威登堡是一位理性主義者，矛盾的是，他又是一位神秘主義者。他吸收了哲學家勒内·笛卡爾關於内省和主觀的經驗主義以及約翰·洛克的經驗主義，他與康德的先驗主義相結合，從而形成了一個模子，基督神學被灌入其中。出現的是一個深刻思辨的神學哲學體系，以重新定義基督教術語為基礎，并以神秘的異象、恍惚和夢境作為理論系統支撐”

## 外部鏈接
- 有關新耶路撒冷教會及史威登堡簡介（英文）